# Ivo Josipović
Ivo Josipović (Zagreb, 28 augustus 1957) is voormalig president van Kroatië. Hij nam deel aan de verkiezingen van 2009-2010 als lid van de SDP. In de eerste ronde won hij van elf rivalen met 34.2% van de stemmen. In de slotverkiezingen kreeg hij 60.26% van de stemmen. Hij pleitte tijdens zijn verkiezingscampagne voor een nieuw sociaal netwerk en rechtssysteem om de sociale ongelijkheden, corruptie en georganiseerde misdaad aan te pakken. Hij werd op 18 februari 2010 geïnaugureerd op het St. Mark Plein (zijn ambtstermijn ging pas op 19 februari officieel in).
In april 2010 bezocht hij het buurland Bosnië-Herzegowina. In een toespraak voor het parlement daar verontschuldigde hij zich voor de betrokkenheid van Kroatië bij de Bosnische oorlog in de jaren '90. Hij onderscheidde zich voorts van zijn voorgangers doordat hij de onderscheidingen introk van legerofficieren die nationaal of internationaal werden veroordeeld voor hun rol in de Joegoslavische burgeroorlog.
In 2015 ging hij op voor een tweede termijn, maar verloor de verkiezingen van Kolinda Grabar-Kitarović.
Josipović ging in 1980 de politiek in als lid van de Bond van Communisten van Kroatië (SKH), en speelde een belangrijke rol bij de omvorming van deze partij tot de Sociaaldemocratische Partij van Kroatië. Hij verliet de politiek in 1994, maar keerde in 2003 terug als onafhankelijk lid van het parlement.
Naast zijn politieke loopbaan is Josipović hoogleraar aan de Universiteit van Zagreb (strafprocesrecht en internationaal strafrecht) en componist.